# Zehneria scabra
Zehneria scabra är en gurkväxtart. Zehneria scabra ingår i släktet Zehneria och familjen gurkväxter.

## Underarter
Arten delas in i följande underarter:
- Z. s. argyrea
- Z. s. scabra
- Z. s. chirindensis